# Kingfisher Lake Airport
Kingfisher Lake Airport är en flygplats i Kanada.   Den ligger i provinsen Ontario, i den sydöstra delen av landet, 1 300 km nordväst om huvudstaden Ottawa. Kingfisher Lake Airport ligger 262 meter över havet.
Terrängen runt Kingfisher Lake Airport är mycket platt. Trakten runt Kingfisher Lake Airport är nära nog obefolkad, med mindre än två invånare per kvadratkilometer.. 
I omgivningarna runt Kingfisher Lake Airport växer i huvudsak barrskog.